# Phoebe subalbaria
Phoebe subalbaria là một loài bọ cánh cứng trong họ Cerambycidae.